# Francesc Almela i Vives
Pour les articles homonymes, voir Almela et Vivès (homonymie).
Francesc Almela i Vives (Vinaròs, 9 novembre 1903 -  Valence, 24 novembre 1967) est un érudit, journaliste, écrivain et bibliographe valencien.

## Biographie
Il étudie la philosophie et les lettres à l’Université de Valence, où il se spécialise en histoire,. Très tôt, il s'engage dans des activités valencianistes, principalement dans le champ culturel,.
Il devient président de la section valencienne de Nostra Parla dès 1921, organisme qui promeut l'unité de la langue catalane dans les territoires catalanophones. Il est également vice-président de l’Agrupació Nacionalista Escolar, cofondateur de la revue Taula de Lletres Valencianes (1927), qu’il dirige lors de ses trois derniers numéros, ainsi que directeur de la revue Nostra Novel·la (1930-1931). En 1935, il devient directeur titulaire du Centre de Cultura Valenciana,.
Il collabore régulièrement avec la presse barcelonaise, valencienne et madrilène et dirige la revue de tourisme Valencia Atracción,.
Une partie de sa bibliothèque est intégrée à la Bibliothèque valencienne Nicolau Primitiu en 1997,.

## Activités érudites
En tant que bibliophile, il fonde et dirige la Llibreria Valenciana à partir de 1941. Il tente de combler les lacunes de la recherche historique au Pays Valencien dans les années 1930.
Il est également archiviste municipal et chroniqueur de la ville de Valence.

## Œuvres
Francisco Almela i Vives est l'auteur de plus de cinquante œuvres, relevant de divers genres litéraires, ainsi que des études historiques et monographies diverses,.

### Romans
- 1930 : Novel·la d'una novel·la, Valence
- 1935 : La dama y el paladín, Buenos Aires

### Théâtre
- 1931 : L'Antigor, Théâtre Alkázar de Valence, traduit en castillan et plus tard représenté à Madrid
- 1932 : Lo que no ha segut, València
- 1932 : Lenin. Escenes de la revolució russa, avec Josep Bolea, Valence. Traduit en castillan et représenté à Madrid en 1936
- 1934 : La muller... enganya al marit, Valence
- 1954 : La rondalla de l'estudiant, Valence

### Histoire
- 1927 : Sant Vicent Ferrer, Barcelone
- 1927 : La catedral de València
- 1929 : Pomell de bibliòfils valencians, édité par la Societat Castellonenca de Cultura
- 1928 : édition de Spill o Llibre de les dones de Jaume Roig dans la collection Els nostres clàssics de l'Editorial Barcino (Barcelone)
- 1930 : The "barracas" (cottages) of Valencia
- 1933 : Vocabulario de la cerámica de Manises
- 1934 : La literatura valenciana
- 1935 : La Lonja de Valencia
- 1936 : Joan Lluís Vives, Barcelone
- 1936 : Teodor Llorente, édité par la municipalité de Valence à l'occasion du centenaire de la naissance de Teodor Llorente
- 1942 : Lucrecia Borja y su familia
- 1945 : El bibliógrafo Justo Pastor Fuster, édité par le Conseil supérieur de la recherche scientifique
- 1948 : El "Llibre de Mustaçaf" y la vida en la ciudad de Valencia a mediados del siglo XVI
- 1949 : La bibliofgrafía en España, Valence
- 19451 : La literatura valenciana durante la mitad del siglo XX
- 1953 : Folklore... rodado. Tartanas en el suelo de Valencia
- 1955 : Panorama històric de la literatura valenciana
- 1957 : Corregudes de joies. El deporte típico valenciano
- 1958 : El duc de Calàbria i la seua cort
- 1965 : Valencia y su reino

### Poésie
- 1928 : L'espill a trossos
- 1933 : Joujou
- 1948 : La llum tremolosa
- 1950 : La columna i les roses
- 1955 : Les taronges amargues